# Parvoscincus manananggalae
Parvoscincus manananggalae — вид сцинкоподібних ящірок родини сцинкових (Scincidae). Ендемік Філіппін.

## Поширення і екологія
Parvoscincus manananggalae відомі з типової місцевості, розташованої в муніципалітеті Сан-Луїс у провінції Аурора, на сході острова Лусон, на висоті 515 м над рівнем моря. Вони живуть у вологих тропічних лісах, поблизу води.